# Epaminonda Troya
Alfredo Epaminonda Troya (Arcinazzo Romano, 7 giugno 1915 – 1984) è stato un criminale italiano, monaco benedettino vallombrosano, nonché membro della banda Carità e, in seguito, della banda Koch. È conosciuto anche con gli pseudonimi di Padre Ildefonso e di Elio Desi.

## Biografia
Entrò in monastero all'età di undici anni.

### Attività con la banda Carità

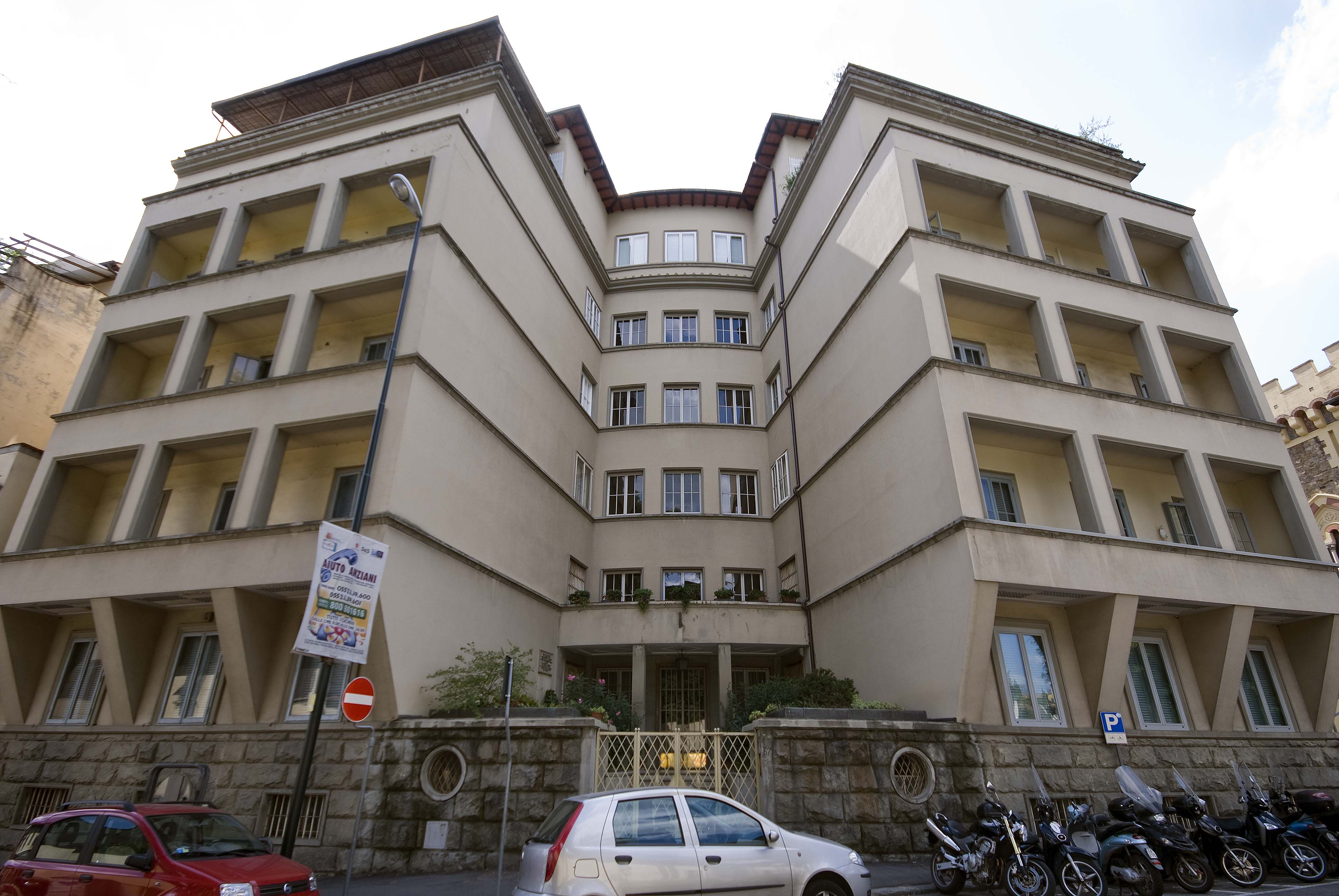
Villa Triste, Firenze

È considerato, insieme a don Gregorio Baccolini, un discepolo della dottrina di don Tullio Calcagno. A Firenze collaborò inizialmente con Ferdinando Pretini, un parrucchiere che aveva organizzato un servizio di soccorso per i prigionieri alleati. All'inizio infatti dette ospitalità ad alcuni militari del disciolto esercito e a una missione badogliana, nel convento della Chiesa di Santa Trinita, di cui era viceparroco.
Arrestato nel negozio del Pretini dalla banda Carità, ne divenne poi un componente, uno dei più stimati, dopo aver subito i primi maltrattamenti e dopo essere stato anche ricattato: venne trovato in possesso, oltre che di stampa antifascista clandestina, perfino, sembra, di alcune lettere galanti. In seguito, al processo contro la banda Carità, si disse che aveva ceduto al ricatto nel timore di essere scoperto dal cardinale Dalla Costa; però, c'è anche chi sostiene che fu lo stesso Troya a denunciare il Pretini a Carità. In ogni caso divenne una spia di Carità, tradendo i suoi vecchi compagni di cospirazione e inoltre, in una "Villa Triste" a Firenze, durante le torture si divertiva a suonare al pianoforte le canzoni napoletane o L'Incompiuta di Schubert.

### Attività con la banda Koch
Seguì Pietro Koch, di cui era amico e "consigliere spirituale", prima a Roma e poi a Milano, divenendo membro dell'omonima banda e prendendo parte a vari crimini: al processo contro la banda Koch, ammise di aver fatto parte dell'OVRA a Firenze e di aver lavorato per Koch come informatore, nell'ambiente religioso. Fu anche accusato di aver partecipato personalmente alle torture, anche se respinse queste gravi accuse; comunque, molto probabilmente, fu responsabile dell'irruzione compiuta dai tedeschi e da Koch nella Basilica di San Paolo fuori le mura a Roma. Nel dopoguerra, dopo essersi rifugiato in America Latina, tornò in Italia per affrontare i processi contro la banda Carità e la Banda Koch. Il 10 agosto 1946, la Sezione Speciale della Corte d'Assise di Milano condannò Troya a 28 anni di reclusione. Scontò pochi anni di carcere, per poi beneficiare dell'amnistia Azara, nel 1953.

### Morte
Morì nel 1984, all'età di sessantanove anni.

## Opere
- Certi Giovani, articolo del 16 marzo 1944, a firma "Elio Desi"
- I Servi, opera teatrale, Gastaldi Editore, Milano 1963